# Karl Theophil Guichard
Karl Theophil Guichard [ejtsd: gisár] írói nevén: Quintus Icilius (Magdeburg, 1724. – Seeblick, 1775. május 13.) német hadtörténetíró.

## Életútja
A holland seregben szolgált 1747-től 1751-ig, azután Angliában tartózkodott, ahol Mémoires militaires sur les Grecs et les Romains című művét írta (2 kötet, 1757-60), mellyel II. Frigyes porosz király figyelmét magára vonta. A király 1758-ban udvarába fogadta és többi között a rómaiak taktikájáról folyó vita alkalmával Quintus Icilius-ra változtatta át Guichard nevét. 1759-en önkéntes csapatot vezényelt, 1761-62-ben pedig Henrik herceg alatt harcolt az osztrákok ellen. 1773-ban adta ki a Mémoires critiques et historiques sur plusieurs points d’antiques militaires c. művét (4 kötet, Berlin), melyben Julius Caesarnak hispániai hadjáratát bírálta, és ekkor ezredesi rangot kapott a királytól. A hétéves háború végetértével a királyi könyvtár- és levéltárnak is az első őre volt.